# イラン・ギロン

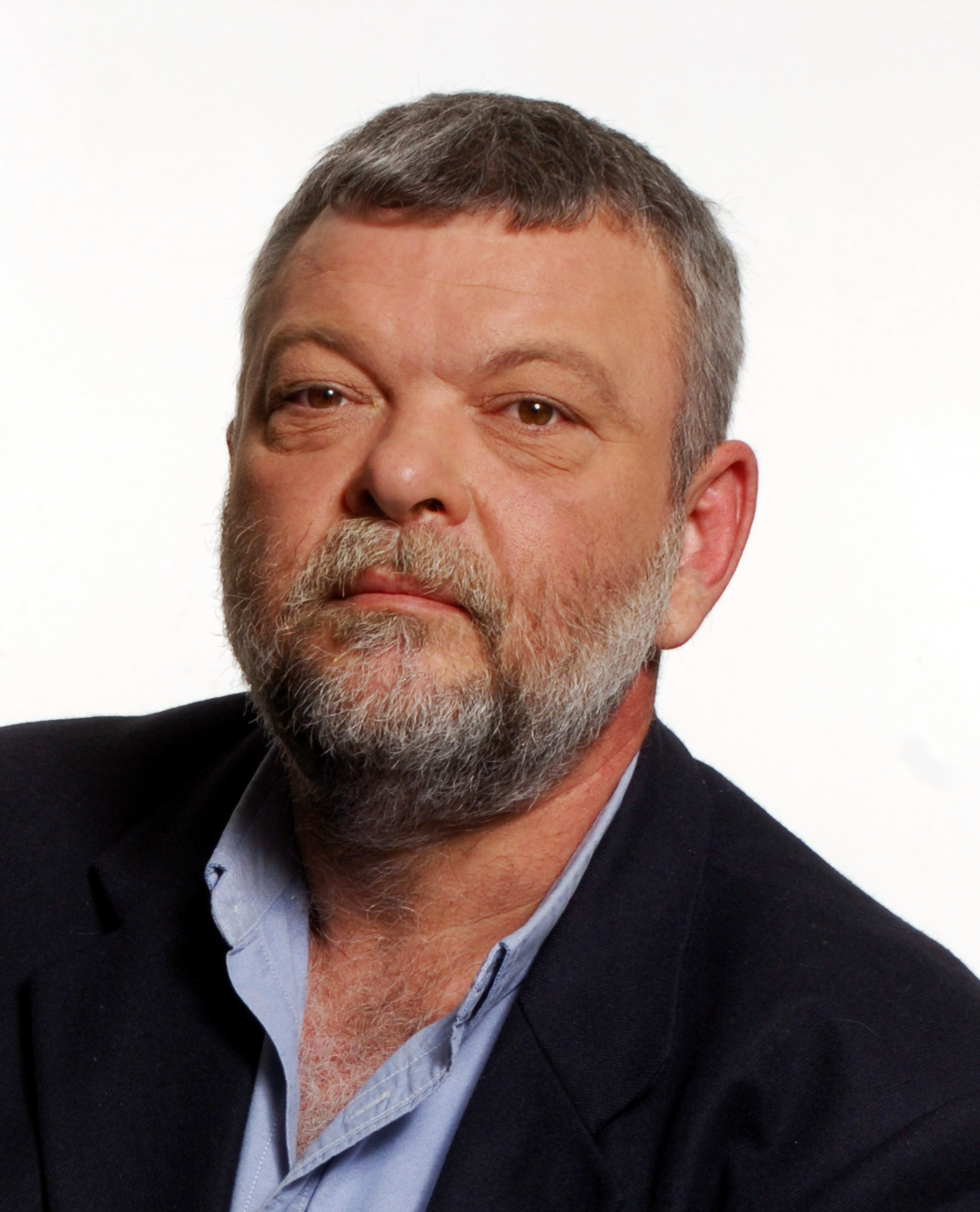
イラン・ギロン

イラン・ギロン（1956年5月12日 - 2022年5月1日、Ilan Gilon, ヘブライ語:אילן גילאון）は、イスラエルの政治家。左派政党メレツ所属。ユダヤ系イスラエル人。

## プロフィール
ルーマニアからの帰還者。生後7か月でポリオに罹患し、現在も後遺症で歩行に障害がある。
イスラエルに帰還（アリーヤー）した後、ヘブライ大学で国際関係学と政治学を学ぶも、卒業せず、大学を中退した。この頃、彼は後のメレツの母体となるユダヤ人左派政党「マパム」の青年組織の構成員であった。
アシュドッドの知事代理を1993年から1999年まで務めた後、1999年のクネセト総選挙にメレツから立候補し、当選を果たし、クネセト議員となる。しかし、2003年の総選挙で落選してしまう。2006年の総選挙でも落選。
再起をかけ、2009年の総選挙でメレツから比例順位2位で出馬し、当選。政界復帰を果たした。